# Porcelaine de Satsuma

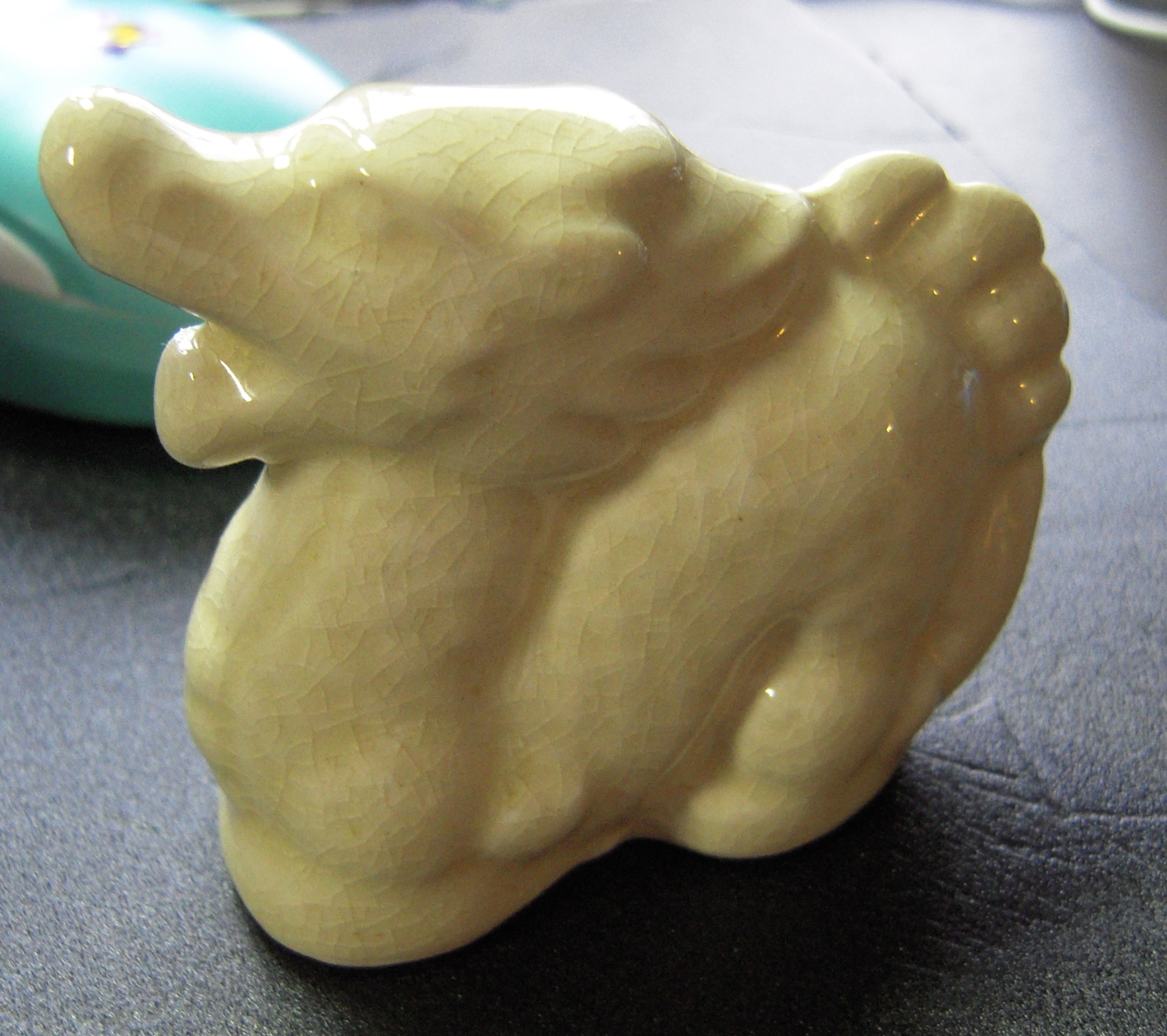
Exemple de porcelaine en Satsuma.

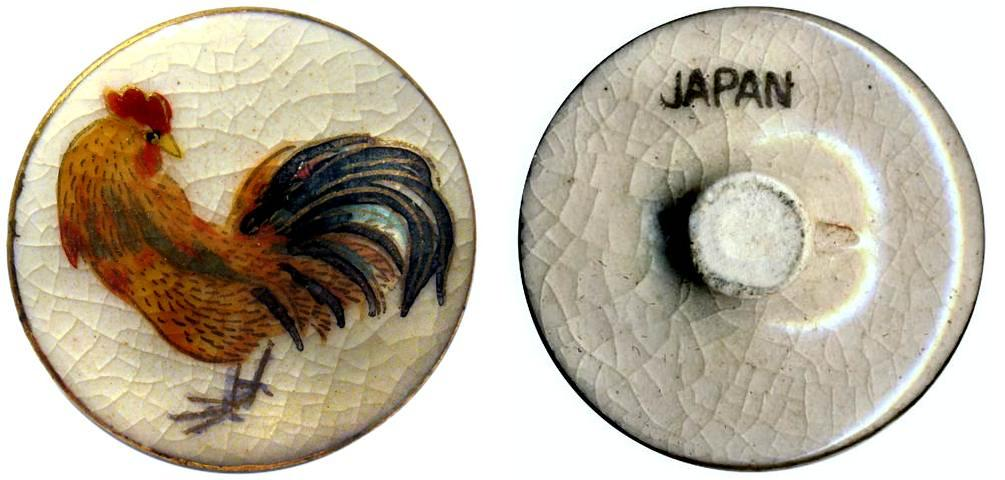
Bouton illustré en porcelaine de Satsuma moderne représentant un coq.

La porcelaine de Satsuma (薩摩焼, satsuma-yaki) est un type de porcelaine japonaise. Né au XVIe siècle à l'époque Azuchi-Momoyama, le Satsuma-yaki est toujours produit de nos jours. Bien que le terme puisse être utilisé pour désigner de nombreuses variétés de poteries, le Satsuma désigne plutôt des porcelaines couleur ivoire et ornées de dessins dorés ou polychromes.
Le Satsuma apparaît lorsque la famille Shimazu du domaine de Satsuma au sud de Kyūshū installe des potiers coréens qualifiés après l'invasion japonaise de la Corée (1592–1598) menée par Toyotomi Hideyoshi afin d'établir une industrie locale de poterie,. Plus tard, après avoir été présentée à l'exposition universelle de 1867 à Paris, elle s'est avérée être un bien d'exportation populaire vers l'Europe. 

## Source de la traduction
- (en) Cet article est partiellement ou en totalité issu de l’article de Wikipédia en anglais intitulé « Satsuma ware » (voir la liste des auteurs).